# Cathédrale Saint-Charles-Lwanga de Dapaong
Cette  cathédrale n’est pas la seule cathédrale Saint-Charles-Lwanga.
La cathédrale Saint-Charles-Lwanga est une cathédrale catholique située à Dapaong, au Togo. Elle est le siège du diocèse de Dapaong. Elle est consacrée le 29 juin 1968 par Mgr Dosseh-Anyron, archevêque de Lomé, et placée sous le patronage du martyr ougandais Charles Lwanga.